# Micropterix mansuetella
Micropterix mansuetella là một loài bướm đêm thuộc họ Micropterigidae Nó chủ yếu ở các vùng đất ngập nước nước ngọt và phân bố khắp miền bắc miền đông, miền trung và Tây Âu (bao gồm Đảo Anh và Ireland). The most miền nam occurrence is miền đông Tyrol in Áo.
Đây là một small moth with a forewing length of 3.4-3.9 mm đối với con đực và 3.8-4.2 mm đối với con cái.